# Grayson County (Virginie)
Grayson County je okres amerického státu Virginie založený v roce 1793. Hlavním městem je Independence. Pojmenovaný je podle politika, senátora za stát Virginie Williama Graysona (1740–1790). Žije zde přibližně 15 tisíc obyvatel.

## Geografie
Okres leží na jihozápadě Virginie u trojmezí států Virginie – Severní Karolína – Tennessee.

## Sousední okresy
| Růžice kompasu | Smyth County                         | Wythe County          |                   | Růžice kompasu |
| Růžice kompasu | Washington County                    | Sever                 | Carroll County    | Růžice kompasu |
| Růžice kompasu | Washington County                    | Grayson County        | Carroll County    | Růžice kompasu |
| Růžice kompasu | Washington County                    | Jih                   | Carroll County    | Růžice kompasu |
| Růžice kompasu | Johnson County (TN) Ashe County (NC) | Alleghany County (NC) | Surry County (NC) | Růžice kompasu |